# Copa México 1973/74
Die Copa México 1973/74 war die 31. Austragung des Fußball-Pokalwettbewerbs seit Einführung des Profifußballs in Mexiko. Teilnahmeberechtigt waren die 18 Mannschaften, die in der Saison 1973/74 in der höchsten Spielklasse vertreten waren. Pokalsieger wurde zum insgesamt sechsten (unter Profibedingungen zum fünften)  Mal die Mannschaft des Club América, die seither allerdings vergeblich auf einen weiteren Pokaltriumph wartet.

## Modus
Das Turnier wurde in der Vorrunde mit drei Gruppen ausgetragen, die aus jeweils sechs Mannschaften bestanden, die je einmal gegeneinander antraten. Für das im K.-o.-System ausgetragene Halbfinale qualifizierten sich die drei Gruppensieger sowie der punktbeste Gruppenzweite (in diesem Fall der CD Cruz Azul mit sieben Punkten).

## Vorrunde
Die Begegnungen der Vorrunde wurden zwischen dem 31. Oktober und dem 2. Dezember 1973 ausgetragen.

### Gruppe 1

#### Tabelle
| Pl. | Verein       | Sp. | S | U | N | Tore    | Diff. | Punkte |
| --- | ------------ | --- | - | - | - | ------- | ----- | ------ |
| 1.  | Club América | 5   | 3 | 2 | 0 | 011:600 | +5    | 08:20  |
| 2.  | CD Cruz Azul | 5   | 3 | 1 | 1 | 008:500 | +3    | 07:30  |
| 3.  | CSD Jalisco  | 5   | 2 | 1 | 2 | 006:700 | −1    | 05:50  |
| 4.  | U.N.A.M.     | 5   | 1 | 2 | 2 | 006:700 | −1    | 04:60  |
| 5.  | CF Torreón   | 5   | 1 | 2 | 2 | 003:400 | −1    | 04:60  |
| 6.  | CF Atlante   | 5   | 0 | 2 | 3 | 001:600 | −5    | 02:80  |

#### Spiele
| Datum             | Mannschaft 1 | Ergebnisse | Mannschaft 2 |  |
| ----------------- | ------------ | ---------- | ------------ |  |
| 1. November 1973  | Club América | 1:0        | CF Torreón   |  |
| 3. November 1973  | CSD Jalisco  | 1:2        | CD Cruz Azul |  |
| 4. November 1973  | U.N.A.M.     | 2:0        | CF Atlante   |  |
| 10. November 1973 | CD Cruz Azul | 1:1        | U.N.A.M.     |  |
| 11. November 1973 | CF Torreón   | 1:1        | CSD Jalisco  |  |
| 11. November 1973 | Club América | 1:1        | CF Atlante   |  |
| 17. November 1973 | CSD Jalisco  | 2:0        | U.N.A.M.     |  |
| 18. November 1973 | CF Torreón   | 0:0        | CF Atlante   |  |
| 18. November 1973 | Club América | 3:2        | CD Cruz Azul |  |
| 21. November 1973 | CSD Jalisco  | 1:0        | CF Atlante   |  |
| 22. November 1973 | U.N.A.M.     | 2:2        | Club América |  |
| 24. November 1973 | CD Cruz Azul | 1:0        | CF Torreón   |  |
| 29. November 1973 | Club América | 4:1        | CSD Jalisco  |  |
| 2. Dezember 1973  | CF Atlante   | 0:2        | CD Cruz Azul |  |
| 2. Dezember 1973  | CF Torreón   | 2:1        | U.N.A.M.     |  |

### Gruppe 2

#### Tabelle
| Pl. | Verein           | Sp. | S | U | N | Tore    | Diff. | Punkte |
| --- | ---------------- | --- | - | - | - | ------- | ----- | ------ |
| 1.  | CF Laguna        | 5   | 3 | 1 | 1 | 006:400 | +2    | 07:30  |
| 2.  | Club León        | 5   | 2 | 1 | 2 | 011:800 | +3    | 05:50  |
| 3.  | CF Monterrey     | 5   | 2 | 1 | 2 | 008:800 | ±0    | 05:50  |
| 4.  | Deportivo Toluca | 5   | 0 | 5 | 0 | 006:600 | ±0    | 05:50  |
| 5.  | Club San Luis    | 5   | 1 | 2 | 2 | 009:110 | −2    | 04:60  |
| 6.  | Puebla FC        | 5   | 1 | 2 | 2 | 006:900 | −3    | 04:60  |

#### Spiele
| Datum             | Mannschaft 1     | Ergebnisse | Mannschaft 2     |  |
| ----------------- | ---------------- | ---------- | ---------------- |  |
| 3. November 1973  | CF Monterrey     | 2:1        | Club León        |  |
| 4. November 1973  | Deportivo Toluca | 0:0        | Puebla FC        |  |
| 4. November 1973  | CF Laguna        | 1:2        | Club San Luis    |  |
| 11. November 1973 | Club León        | 3:3        | Deportivo Toluca |  |
| 11. November 1973 | Club San Luis    | 2:3        | CF Monterrey     |  |
| 11. November 1973 | Puebla FC        | 1:2        | CF Laguna        |  |
| 17. November 1973 | CF Monterrey     | 1:2        | Puebla FC        |  |
| 18. November 1973 | Club León        | 3:1        | Club San Luis    |  |
| 18. November 1973 | Deportivo Toluca | 0:0        | CF Laguna        |  |
| 25. November 1973 | CF Laguna        | 1:0        | CF Monterrey     |  |
| 25. November 1973 | Deportivo Toluca | 1:1        | Club San Luis    |  |
| 25. November 1973 | Puebla FC        | 0:3        | Club León        |  |
| 1. Dezember 1973  | CF Monterrey     | 2:2        | Deportivo Toluca |  |
| 2. Dezember 1973  | Club León        | 1:2        | CF Laguna        |  |
| 2. Dezember 1973  | Puebla FC        | 3:3        | Club San Luis    |  |

### Gruppe 3

#### Tabelle
| Pl. | Verein           | Sp. | S | U | N | Tore    | Diff. | Punkte |
| --- | ---------------- | --- | - | - | - | ------- | ----- | ------ |
| 1.  | CD Zacatepec     | 5   | 5 | 0 | 0 | 013:600 | +7    | 10:0   |
| 2.  | CD Guadalajara   | 5   | 3 | 0 | 2 | 011:500 | +6    | 06:40  |
| 3.  | CD Veracruz      | 5   | 2 | 1 | 2 | 006:600 | ±0    | 05:50  |
| 4.  | CF Madero        | 5   | 1 | 2 | 2 | 008:800 | ±0    | 04:60  |
| 5.  | Atlético Español | 5   | 2 | 0 | 3 | 011:130 | −2    | 04:60  |
| 6.  | CF Atlas         | 5   | 0 | 1 | 4 | 003:140 | −11   | 01:90  |

#### Spiele
| Datum             | Mannschaft 1     | Ergebnisse | Mannschaft 2     |  |
| ----------------- | ---------------- | ---------- | ---------------- |  |
| 31. Oktober 1973  | CD Guadalajara   | 3:0        | CF Atlas         |  |
| 4. November 1973  | CD Zacatepec     | 2:1        | Atlético Español |  |
| 4. November 1973  | CF Madero        | 0:0        | CD Veracruz      |  |
| 8. November 1973  | Atlético Español | 0:4        | CD Guadalajara   |  |
| 10. November 1973 | CF Atlas         | 1:1        | CF Madero        |  |
| 11. November 1973 | CD Veracruz      | 1:2        | CD Zacatepec     |  |
| 18. November 1973 | CD Vercaruz      | 3:0        | CF Atlas         |  |
| 18. November 1973 | CF Madero        | 5:1        | Atlético Español |  |
| 18. November 1973 | CD Zacatepec     | 3:2        | CD Guadalajara   |  |
| 24. November 1973 | CD Guadalajara   | 1:0        | CF Madero        |  |
| 25. November 1973 | Atlético Español | 3:0        | CD Veracruz      |  |
| 25. November 1973 | CD Zacatepec     | 1:0        | CF Atlas         |  |
| 1. Dezember 1973  | CF Atlas         | 2:6        | Atlético Español |  |
| 2. Dezember 1973  | CD Vercaruz      | 2:1        | CD Guadalajara   |  |
| 2. Dezember 1973  | CF Madero        | 2:5        | CD Zacatepec     |  |

## Halbfinale
Die Hinspiele wurden am 6. Dezember, die Rückspiele am 9. Dezember 1973 ausgetragen.
|              | Gesamt |              | Hinspiel | Rückspiel |
| ------------ | ------ | ------------ | -------- | --------- |
| Club América | 3:1    | CD Zacatepec | 2:1      | 1:0       |
| CF Laguna    | 2:4    | CD Cruz Azul | 2:1      | 0:3       |

## Finale
Die Finalspiele wurden am 13. und 16. Dezember 1973 ausgetragen.
|              | Gesamt |              | Hinspiel | Rückspiel |
| ------------ | ------ | ------------ | -------- | --------- |
| CD Cruz Azul | 2:3    | Club América | 1:1      | 1:2       |

Mit der folgenden Mannschaft bestritt der Club América das Finalrückspiel und gewann den Pokalwettbewerb der Saison 1973/74:
Prudencio Cortés – Fernando Santillán, Luis Miguel Barberena, Lino Espín, Mario Pérez Guadarrama – Gustavo León, Roberto Hodge, Carlos Reinoso, Osvaldo Castro – Sergio Ceballos (Alejandro Ojeda), Juan Manuel Borbolla (Luis Haneine); Trainer: José Antonio Roca.